# Uraki
Uraki (en rus: Ураки) és un poble de la República de Komi, a Rússia, segons el cens del 2010 tenia un habitant.